# Vertigo moulinsiana
Vertigo de Des Moulins
Espèce
Statut de conservation UICN

 VU A2ac : Vulnérable
Vertigo moulinsiana, le Vertigo de Des Moulins, est un très petit escargot des milieux humides calcaires, protégé à échelle européenne.

## Historique et dénomination
- L'espèce Vertigo moulinsiana a été décrite par le malacologue français Dominique Dupuy en 1849 sous le nom initial de Pupa moulinsiana[1]. L'espèce est dédiée au malacologiste français Charles des Moulins.
- La localité type est Mouy dans l'Oise France.
- Le type est conservé au Muséum de Toulouse MHNT.ZOO.2009.0.15.388

### Synonymie[2]
- Pupa moulinsiana Dupuy, 1849 Protonyme
- Pupa laevigata Kokeil, in Gallenstein, 1852
- Pupa charpentieri Shuttleworth, in Küster, 1852
- Pupa moulinsiana var. personata Moquin-Tandon, 1855
- Vertigo limbata Moquin-Tandon, 1855
- Vertigo ventrosa Heynemann, 1862
- Pupa küsteriana Westerlund, 1875
- Pupa mulinsania var. octodentata Westerlund, 1878
- Pupa desmoulinsi Germain, 1913

### Nom vernaculaire
- Vertigo de Des Moulins

## Description
Vertigo moulinsiana peut être facilement confondu avec d'autres pulmonés millimétriques et d'autres espèces du genre Vertigo, dont Vertigo antivertigo (Draparnaud, 1801) pour les pré-adultes qui n'ont pas encore développé les « dents » qui poussent chez l'adulte à l'intérieur près de l'ouverture de la coquille. L'identification se fait donc chez l'adulte, puisque les jeunes n'ont pas encore les caractères nécessaires.
Sa petite taille le rend souvent discret, ce qui explique qu'il a été peu étudié dans de nombreux pays. On a longtemps totalement ignoré ce qu'il mangeait. La connaissance de cette espèce vient surtout des études anglaises, dont l'une liée au déménagement d'une population qui était menacée par le tracé d'une route.
Il semble que ses populations soient divisées en métapopulations constituées de nombreuses petites colonies séparées les unes des autres, diffuses sur de larges espaces, évoluant au gré de leurs besoins. Les crues pourraient faciliter sa dispersion (dans le courant ou fixé à un support).
Chez l'adulte, le corps est gris et ne possède que 2 tentacules sur le haut de la tête au lieu de quatre en général chez les escargots. Le manteau et la sole du pied sont grisâtres clair.

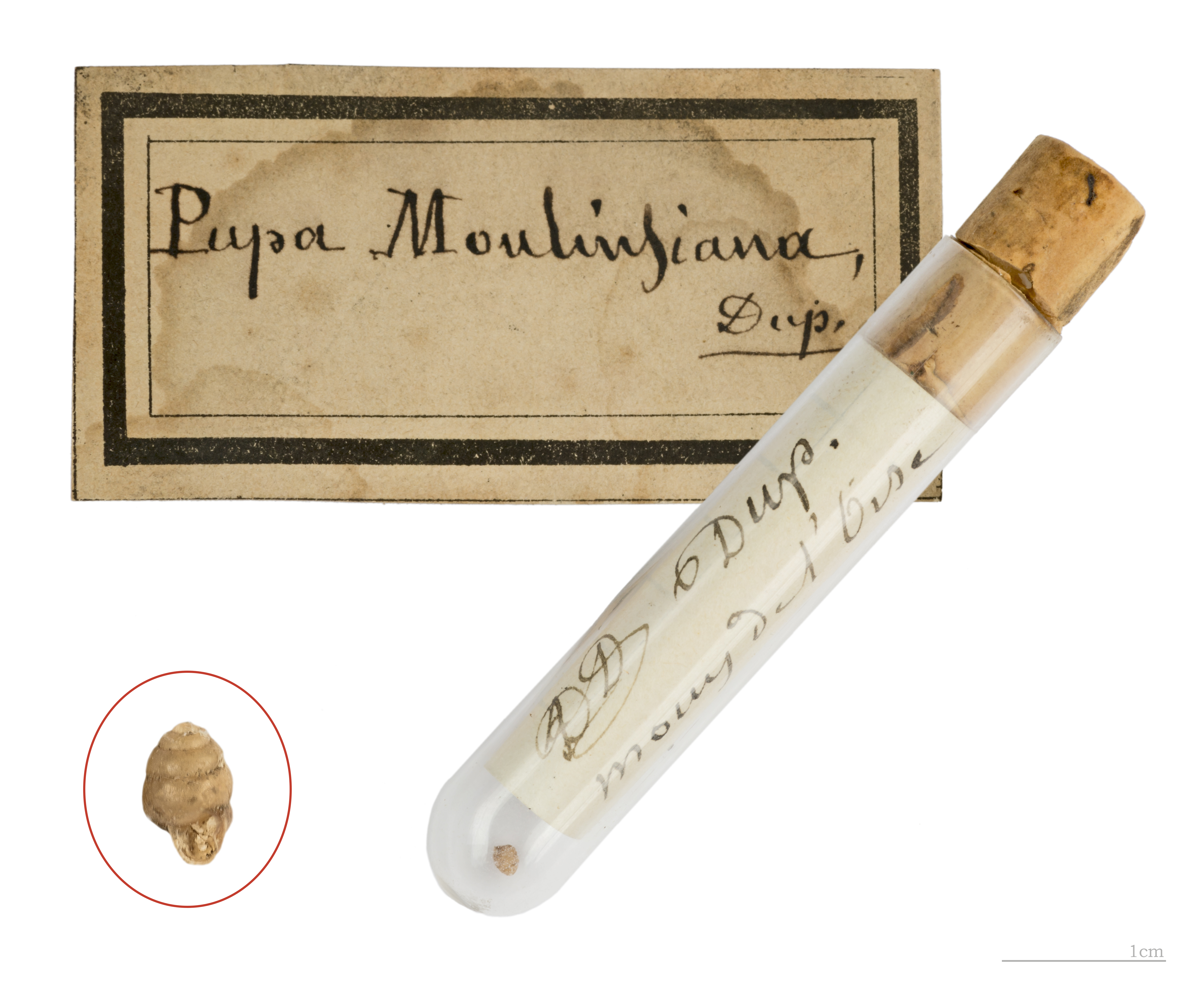
Vertigo de Des Moulins, holotype, Muséum de Toulouse.
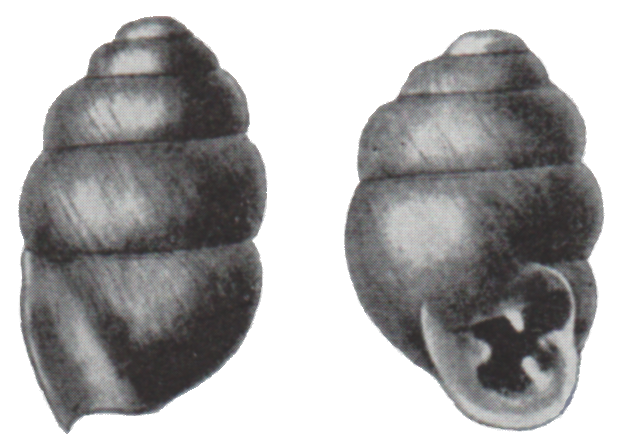
Dessin de la coquille (1933).

La coquille est translucide en pleine lumière, brillante, jaune pâle à brun rougeâtre, de forme ovoïde courte et ventrue, dextre dont le sommet est obtus. Elle est très petite : 2,2-2,7 mm de haut et 1,3-1,65 mm de diamètre. La Torsade est à sutures profondes et les spires sont ornées de stries de croissance nettement visibles. L'escargot est adulte quand la coquille a 5 tours de spires, dont le dernier (à l'ouverture) est nettement plus grand (2/3 de la hauteur totale). L'ouverture de forme plus triangulaire que ronde est ornée de 4 pointes bien visibles (1 dent pariétale, 1 columellaire, 2 palatales), nombre qui s'élève à 8 chez certains individus.

## Alimentation
Il semble qu'il se nourrisse surtout de jour. Ses déplacements sont accompagnés d'un mouvement incessant de radula qui laisse penser qu'il mange en permanence, mais son régime alimentaire était et reste mal connu jusqu'à récemment. L'observation au microscope électronique de feuilles de Laîches mis à disposition d'animaux captifs ne montre aucune trace de radula, ce qui laisse penser que cette espèce se nourrit du biofilm épiphyte (dit périphyton) qui se développe sur les feuilles et tiges des plantes des zones humides où il vit.
On supposait déjà que sa minuscule bouche ne lui permet en été que de se nourrir de micro-champignons, mucus, micro-algues épiphytes, micro-lichens et bactéries saprophytes, ainsi peut-être que de pollens ou matière organique tombés sur les feuilles. En hiver, il consommerait des bactéries, champignons et micro-organismes abondants au sol, sur la litière. L'analyse des fèces (très foncées) de Vertigo moulinsiana montre de nombreuses spores de champignons, ainsi que des hyphes non digérés, le plus souvent provenant de « champignons imparfaits », des morceaux de "poils" fongiques ou végétaux, du pollen et une grande quantité de débris cristallins. Steusloff estimait en 1937 qu'il mangeait notamment des champignons tels qu'Haplophragnium chlorocephalum, Puccinia urticae-caricis et Helminthosporium sp. alors que Bondesen plus tard (1966) estimait qu'il mangeait plutôt des champignons, micro-algues et peut être des bactéries épiphytes ou se développant sur la litière, ce que semble confirmer les analyses de fèces.

## Reproduction
Les œufs sont pondus au sol, dans la litière végétale.
Ils sont volumineux (proportionnellement à l'adulte, puisqu'ils représentent en volume, le tiers de l'individu. Il semble donc qu'un petit nombre d'œufs seulement soit pondu. Des pontes d'individus isolés ont été observées. Il est donc possible (mais non démontré) que soit capable d'autofécondation (c'est le cas d'une espèce proche ; Vertigo pusilla.

## Répartition
Cette espèce semble essentiellement confinée à l'Europe méridionale, centrale et de l’ouest (jusqu'en Irlande) et à l'Est jusqu’à la Russie et en Turquie. Au nord, elle est présente au sud du Danemark, de la Suède et de la Lituanie. On l'a néanmoins repéré au Maroc, ce qui laisse supposer qu'elle pourrait aussi être présente dans d'autres pays d'Afrique du Nord.
En France : En 1931, GERMAIN  la signalait dans plusieurs départements : Ain, Aisne, Oise, Bas-Rhin, Haute-Garonne, Gironde, où, mis à part le Bas-Rhin, elle
n’est plus mentionnée. Mais elle a été récemment (re?)trouvée dans le Nord du pays où de nombreuses populations semblent exister, mais souvent sur de petites surfaces et isolées.

## Habitat
Il apprécie les zones de plaine, et surtout les zones humides calcaires (tant oligotrophes qu’eutrophes dans le Nord de la France), et notamment les marais tourbeux basiques très humides.
On peut le trouver sur des berges ou dans les ripisylves, cariçaies et dans les roselières à petits et à grands hélophytes, par exemple sur la Grande glycérie (Glyceria maxima), diverses cypéracées (Carex riparia, Cladium mariscus…), le Roseau (Phragmites australis), les Massettes (Typha spp.), les Iris (Iris spp.), etc..

L'adulte - hormis en hiver - vit à 30 à 50 cm de hauteur comme un autre escargot, plus grand ; Succinea putris qui cohabite souvent avec lui.

Il hiberne dans la litère au-dessus du sol dès la fin de l'automne, mais il semble y rester actif même à une température proche de zéro, l’espèce se déplace encore en janvier par temps froids. Bertrand a observé des individus actifs en octobre à 1 300 m d’altitude à l'aube, en présence de gelée.
Habitats d'intérêt européen susceptibles d'abriter cette espèces :
- Prairies à Molinia sur sols calcaires, tourbeux ou argilolimoneux (Molinion caeruleae) (Cor. 37.31) ref : 6410
- Prairies humides méditerranéennes à grandes herbes du Molinio-Holoschoenion (Cor. 37.4) ref : 6420 -
- Marais calcaires à Cladium mariscus et espèces du Caricion davallianae (Cor. 53.3) : habitat prioritaire  ref : 7210 -
- Tourbières basses alcalines (Cor. 54.2) ref : 7230

## Menaces
Cet escargot semble en régression sur toute son aire de répartition.
Il est menacé par la pollution, le drainage agricole, la canalisation et artificialisation des cours d'eau, les remblais et autres formes de destruction ou fragmentation de zones humides et par certains modes de gestion des roselières (par le feu).

Les œufs étant pondus dans la litière des roselières, celle-ci devrait faire l'objet d'une attention particulière.

Il est probable qu'il soit sensible aux pesticides (fongicides en particulier) qu'on peut trouver en quantité significatives dans les pluies ou l'air des régions où ils sont très utilisés.
Classé à "faible risque" par l'UICN, mais « en danger » dans certaines régions (Alsace par exemple)

## Actions de restaurations ou gestion de populations
Au Royaume-Uni, une population menacée par une route a fait l'objet d'un déplacement de population vers une zone de restauration de nouveaux milieux de vie. Les premiers résultats ont été jugés encourageants).